# Hoplideres curtipes
Hoplideres curtipes là một loài bọ cánh cứng trong họ Cerambycidae.